# Nobelförsamlingen vid Karolinska Institutet
Nobelförsamlingen vid Karolinska Institutet är det organ vid Karolinska Institutet som beslutar om pristagare till Nobelpriset i fysiologi eller medicin.

## Bakgrund
Enligt Alfred Nobels testamente ska Nobelpriset i fysiologi eller medicin delas ut av Karolinska Institutet, vilket från 1901 tolkades som professorerna vid institutet. Ursprungligen rörde det sig om ett 20-tal personer. År 1960 hade antalet professorer ökat till 45.
I slutet av 1970-talet förbereddes flera lagändringar som skulle innebära två stora förändringar i arbetssättet för prisutdelningen:
1. Högskolans reglering av universitetslärare förändrades. Antalet personer med rätt att delta i arbetet med medicinpriset skulle därmed fördubblas.
2. Offentlighets- och sekretesslagstiftningen justerades, vilket skulle innebära att alla handlingar gällande Nobelpriset skulle bli offentlig handling. Detta strider mot Nobelstiftelsens stadgar, som har sekretess som huvudregel men med möjlighet till undantag efter 50 år.

Nobelförsamlingen beskriver detta som de två huvudskälen för att Sveriges regering 1977 omorganiserade arbetet vid Karolinska Institutet.
Kungliga Vetenskapsakademien och Svenska Akademien, som beslutar om nobelprisen i fysik, kemi respektive litteratur, var sedan tidigare civilrättsliga organisationer och därmed lydde de inte under offentlighetsreglerna. De fick utgöra modell även för medicinpriset. Regeringen inrättade en särskild Nobelförsamling vid Karolinska Institutet, som formellt är fristående från institutet. Samtidigt infördes nya regler för vilka som skulle ingå i nobelarbetet. Förändringen underlättade också för Nobelförsamlingen att efterleva Nobelstiftelsens stadgekrav på att dess beslut inte ska kunna överklagas, då förvaltningsrättsliga överklagansregler inte kan tillämpas på en civilrättslig organisation.
Den nya Nobelförsamlingen sammanträdde för första gången 13 mars 1978, och i oktober samma år utsågs nobelpristagarna i fysiologi eller medicin för första gången av den nya Nobelförsamlingen.

## Uppdrag och organisation

### Nobelförsamlingen
Nobelförsamlingen träffas fem gånger per år för att diskutera nomineringar av nobelpriset, och på den första måndagen i oktober varje år utse årets Nobelpristagare i medicin eller fysiologi. Församlingen leds av en ordförande och en vice ordförande.
Som prisutdelare ska Nobelförsamlingen även utse tre ledamöter och två suppleanter i Nobelstiftelsens fullmäktige, samt en av Nobelstiftelsens lekmannarevisorer.

### Nobelkommittén
Församlingen väljer inom sig ett verkställande utskott, kallad nobelkommittén, och som utgör Nobelförsamlingens arbetande ledamöter. Kommittén föreslår pristagare, men det är Nobelförsamlingen som beslutar om vem eller vilka som ska få nobelpriset.
Kommittén består av fem ledamöter, varav en ordförande och en vice ordförande. Dessutom ingår även Generalsekreteraren ex officio. Varje år utses också tio adjungerade ledamöter som kompletterar kommittén med fackkunskaper inom de nominerades forskningsfält. De är oftast medlemmar i Nobelförsamlingen, men kan också väljas externt.
Mandatperioden för nobelkommitténs ledamöter är tre år, med möjlighet att väljas om för ytterligare en mandatperiod. Kommitténs ordförande och vice ordförande väljs för tre år, utan möjlighet till förnyat mandat. De adjungerade ledamöterna deltar under perioden mars till och med oktober.

### Generalsekreteraren
Generalsekreteraren utses bland Nobelförsamlingens medlemmar, och leder nobelkansliets arbete. Han eller hon är talesperson för Nobelförsamlingen, Nobelkommittén och nobelpriset i fysiologi eller medicin.

### Nobelinstitutet
Medicinska Nobelinstitutet är inte formellt en del av Nobelförsamlingen, men ansvarar för församlingens och Karolinska Institutets externa akademiska aktiviteter såsom nobelkonferenser, symposier och föreläsningar. Det är Nobelförsamlingens generalsekreterare som leder institutet, men det har en egen styrelse med representanter från både Nobelförsamlingen och Karolinska Institutet.

## Sammansättning
Nobelförsamlingen består idag av 50 ledamöter, som väljs bland professorerna vid Karolinska Institutet. Det är Nobelförsamlingen själv som väljer in nya ledamöter. Valet sker när någon av de befintliga ledamöterna lämnar sin tjänst vid Karolinska Institutet för pension eller annat uppdrag. 
När Nobelförsamlingen inrättades 1977 ingick hela institutets lärarkår i Nobelförsamlingen, vilket var betydligt fler än 50 personer. Därför skedde det första invalet av nya ledamöter först 1984.

## Generalsekreterare
När inget annant anges är uppgifterna hämtade från Nobelförsamlingens webbsida.
| Från | Till       | Generalsekreterare  | Kommentar |
| ---- | ---------- | ------------------- | --- |
| 1977 | 1978       | Bengt E. Gustafsson | Innan bildandet av Nobelförsamlingen var Gustafsson generalsekreterare för Nobelkommittén vid Karolinska Institutet (1966–1977). |
| 1979 | 1990       | Jan Lindsten        | |
| 1991 | 1992       | Alf Lindberg        | |
| 1993 | 1999       | Nils Ringertz       | |
| 2000 | 2008       | Hans Jörnvall       | |
| 2009 | 2014       | Göran K. Hansson    | |
| 2015 | 2016       | Urban Lendahl       | |
| 2016 | (sittande) | Thomas Perlmann     | |
|      |            |                     | |